# Andrea Lo Vecchio
Andrea Lo Vecchio (né le 7 octobre 1942 à Milan et mort le 17 février 2021 à Rome) est un chanteur-auteur-compositeur, producteur de disques et chef d'entreprise italien.

## Biographie
Né à Milan, Lo Vecchio a commencé sa carrière en 1962, en tant que chanteur-compositeur-interprète et guitariste dans les locaux de music-halls et les clubs. En 1963, il remporte un concours pour les nouveaux artistes et signe un contrat avec CBS.
En 1964 Lo Vecchio fait ses débuts professionnels en tant que compositeur, avec la chanson Era troppo bello, interprétée par Wilma Goich et a remporté le Festival delle Rose (it). La même année, il fonde un cabaret,   Le Clochard, dans sa ville natale, où se produisent des artistes comme Bruno Lauzi, Gufi et Cochi e Renato. En 1966, il vend le cabaret, et fonde la boîte de nuit Student's Club  et entame une collaboration en tant que compositeur, avec Roberto Vecchioni. En 1967, il participe au spectacle musical Settevoci de la RAI avec la chanson Ho scelto Bach, avec laquelle il participe également au la Festivalbar.
En 1968, il fait ses débuts en tant que producteur de l'album Casatschok  de Dori Ghezzi et pour l'album éponyme de Roberto Vecchioni. En 1969, il compose la musique de If I Only Had Time, interprétée par John Rowles et  crée une école de ski nautique et une boîte de nuit à Sanremo.
Dans les années suivantes Lo Vecchio devient collaborateur de Mina,  Adriano Celentano, Shirley Bassey, Ornella Vanoni, Gigliola Cinquetti, Patty Pravo, Bruno Lauzi, Loredana Bertè, Mireille Mathieu, Gino Paoli, Al Bano et Romina Power, Raffaella Carrà, Demis Roussos, Claude François, Umberto Bindi, Ivan Graziani, Fausto Leali, Dik Dik, I Nuovi Angeli. Il a également écrit plusieurs chansons pour enfants, notamment de Tarzan lo fà, chantée  par Nino Manfredi, ainsi que des musiques de films, de séries télévisées et de publicités.
En 1976 Lo Vecchio fonde avec Detto Mariano et Enzo Scirè, l'étiquette Love Records, qui a publié les œuvres de Mario Del Monaco, Bobby Solo et Léo Ferré, entre autres. Dans les années 1980, il  compile  Profili Musicali, publié par Ricordi.
Andrea Lo Vecchio est mort à Rome le 17 février 2021 à l'âge de 78 ans après avoir contracté la Covid-19.